# Kamil Bobryk
Kamil Bobryk (ur. 9 lutego 1984 r. w Siedlcach) – polski rugbysta występujący na pozycji młynarza, kapitan reprezentacji Polski.

## Kariera klubowa
Bobryk na pierwszy trening rugby trafił jako 10-latek, kiedy do klubu przyprowadził go starszy brat. Jest wychowankiem Pogoni Siedlce, w której występował regularnie w sezonach 2002/03 (II liga, awans) oraz 2003/04 (I liga, spadek). W pierwszej połowie kolejnego był wypożyczony do pierwszoligowego AZS-AWF Warszawa. Za swoją postawę w ciągu całego roku 2004, Bobryk trafił do piętnastki gwiazd polskiej ligi, wytypowanej przez portal rugby.info.pl. Po przerwie zimowej rozegrał jeszcze jeden zaległy mecz w barwach warszawskich Akademików, po czym powrócił od Pogoni Siedlce. W ciągu zaledwie jednej rundy, Bobryk dla swojego macierzystego klubu zdobył w II lidze aż 55 punktów.
Pierwszą część sezonu 2005/06 Bobryk spędził w Siedlcach, ponownie znalazł się też w najlepszej piętnastce roku w ocenie rugby.info.pl. Następnie występował w Rugby Épernay Champagne, klubie grającym wówczas w lidze Fédérale 2 (czwarta klasa rozgrywkowa). Po powrocie z Francji kolejny sezon spędził na wypożyczeniu w drużynie Budowlanych Łódź, z którą to zdobył tytuł mistrza Polski. Po raz kolejny został wybrany do drużyny roku według rugby.info.pl.
W czasie letniej przerwy w rozgrywkach Bobryk przebywał na testach we Francji, jednak w sezonie ligowym 2007/08 nadal był zawodnikiem Budowlanych. Do łódzkiego zespołu przeniósł się z Pogoni Siedlce na zasadzie transferu definitywnego. Dzięki dobrej grze trafił do najlepszej piętnastki jesieni. W czerwcu 2008 roku wraz z Budowlanymi dotarł do finału Pucharu Polski, w którym jednak pomimo 5 punktów Bobryka, łodzianie ulegli Lechii Gdańsk.
Przed sezonem 2008/09 ponownie wyjechał do Francji, by tam odbyć testy i znaleźć nowy klub. Ostatecznie trafił do CA Saint-Étienne, klubu z Fédérale 2, choć jeszcze we wrześniu wystąpił w jednym meczu Pogoni Siedlce (przeciw Budowlanym Łódź) w polskiej lidze. W tym samym sezonie, podczas związanej ze świętami wielkanocnymi przerwy w rozgrywkach lig francuskich, zagrał w jednym meczu Budowlanych Łódź. Łódzki klub Bobryk wsparł także podczas decydującej fazy sezonu, po tym jak klub z Saint-Étienne zakończyło rozgrywki ligowe. Zagrał wówczas w dwóch meczach: z Lechią Gdańsk oraz finałowym z Arką Gdynia, dzięki czemu zdobył swój drugi tytuł mistrza Polski.
Po awansie Saint-Étienne do ligi Fédérale 1, polski rugbysta raz jeszcze zmienił klub, ponownie trafiając do Épernay (również Fédérale 1). W pierwszym sezonie w zespole z Szampanii Bobryk rozegrał 17 spotkań (13 w sezonie zasadniczym plus 4 w fazie play-off) nie zdobywając jednak punktu. Niestety zespół Polaka nie zdołał utrzymać się w trzeciej klasie rozgrywkowej i spadł do Fédérale 2. Kontuzja sprawiła, że pomimo zapowiedzi oraz wpisania do składu na rundę wiosenną, Bobryk nie dołączył do Budowlanych Łódź w fazie play-off sezonu 2009/10. W jego miejsce do Łodzi trafił inny reprezentacyjny zawodnik I linii młyna – Bastien Siepielski.
We Francji sezon 2010/11 spędził w tym samym klubie, co rok poprzedni, a więc w Épernay. Jednocześnie nadal współpracował z łódzkimi Budowlanymi, czego dowodem może być jego występ w barwach Budowlanych w październikowym meczu z Lechią.
Bobryk wziął także udział w noworocznym treningu Pogoni Siedlce, podczas którego został autorem pierwszego przyłożenia 2011 roku. Wiosną ponownie występował w drużynie z Łodzi – w sześciu w sumie meczach (po dwa w kwietniu, maju i czerwcu) zdobył łącznie 20 punktów.
Od sezonu 2011/12 podstawowy młynarz reprezentacji Polski występował w CS Vienne. W swoim pierwszym sezonie w nowym klubie uzyskał sześć przyłożeń i walnie przyczynił się do zdobycia mistrzostwa ligi Fédérale 2. W klubie tym spędził łącznie 11 lat. Po zakończeniu sezonu 2022/2023, w którym Vienne mimo porażki w finale Nationale 2 z CA Perigourdin awansowało do Nationale. Bobryk zakończył wówczas aktywną karierę sportową.
Wkrótce dołączył do sztabu szkoleniowego RC Saint-Jeannais, zespołu z Fédérale 3 (ówczesnego siódmego poziomu rozgrywek), gdzie mimo blisko 40 lat pełnił rolę grającego trenera.

### Statystyki
| Liczba punktów w sezonie | Liczba punktów w sezonie | Liczba punktów w sezonie | Liczba punktów w sezonie | Liczba punktów w sezonie |
| Sezon                    | L. m.                    | L. pkt.                  | Klub                     | Liga                     |
| ------------------------ | ------------------------ | ------------------------ | ------------------------ | ------------------------ |
| 2002/2003                | b.d.                     | 30                       | Pogoń Siedlce            | II liga                  |
| 2003/2004                | b.d.                     | 20                       | Pogoń Siedlce            | I liga                   |
| 2004/2005                | b.d.                     | 25                       | AZS AWF Warszawa         | I liga                   |
| 2004/2005                | b.d.                     | 55                       | Pogoń Siedlce            | II liga                  |
| 2005/2006                | b.d.                     | 20                       | Pogoń Siedlce            | I liga                   |
| 2005/2006                | b.d.                     | b.d.                     | Épernay                  | Fédérale 2               |
| 2006/2007                | b.d.                     | 35                       | Budowlani Łódź           | I liga                   |
| 2007/2008                | b.d.                     | 45                       | Budowlani Łódź           | I liga                   |
| 2008/2009                | b.d.                     | b.d.                     | CA Saint-Étienne         | Fédérale 2               |
| 2008/2009                | 1                        | 0                        | Pogoń Siedlce            | I liga                   |
| 2008/2009                | 3                        | 0                        | Budowlani Łódź           | I liga                   |
| 2009/2010                | 17                       | 0                        | Épernay                  | Fédérale 1               |
| 2010/2011                | b.d.                     | b.d.                     | Épernay                  | Fédérale 2               |
| 2010/2011                | 7                        | 20                       | Budowlani Łódź           | Ekstraliga               |
| 2011/2012                | b.d.                     | 30                       | CS Vienne                | Fédérale 2               |

## Kariera reprezentacyjna
Kamil Bobryk wraz z młodzieżową reprezentacją Polski brał w 2003 roku udział w turnieju kwalifikacyjnym do mistrzostw Europy.
W seniorskiej reprezentacji zadebiutował 6 listopada 2004 roku podczas rozgrywanego w Marsie meczu z reprezentacją Malty. Pierwsze punkty zdobył dobiero sześć lat później, uzyskując przyłożenie w zwycięskim meczu z reprezentacją Niemiec we Frankfurcie nad Menem. W 2011 roku pełnił funkcję kapitana polskiej reprezentacji.
W lutym 2023 roku powrócił do reprezentacji na wygrany mecz w Rugby Europe Championship z Belgią. Było to dla niego 50. – a zarazem ostatnie – spotkanie w drużynie narodowej.

### Statystyki
Wynik reprezentacji Polski zawsze podany w pierwszej kolejności.
| Drużyna narodowa | Rok  | Mecze | Punkty |
| ---------------- | ---- | ----- | ------ |
| Polska           | 2004 | 1     | 0      |
| Polska           | 2005 | 2     | 0      |
| Polska           | 2006 | 2     | 0      |
| Polska           | 2007 | 4     | 0      |
| Polska           | 2008 | 4     | 0      |
| Polska           | 2009 | 4     | 0      |
| Polska           | 2010 | 4     | 5      |
| Polska           | 2011 | 5     | 0      |
| Polska           | 2012 | 4     | 0      |
| Polska           | 2013 | 4     | 0      |
| Polska           | 2014 | 4     | 0      |
| Polska           | 2015 | 2     | 5      |
| Polska           | 2016 | 2     | 5      |
| Polska           | 2017 | 2     | 0      |
| Polska           | 2018 | 4     | 0      |
| Polska           | 2019 | —     | —      |
| Polska           | 2020 | —     | —      |
| Polska           | 2021 | 1     | 0      |
| Polska           | 2022 | —     | —      |
| Polska           | 2023 | 1     | 0      |
| Suma             | Suma | 50    | 15     |

| Występy w reprezentacji Polski | Występy w reprezentacji Polski | Występy w reprezentacji Polski                | Występy w reprezentacji Polski | Występy w reprezentacji Polski | Występy w reprezentacji Polski |
| Lp.                            | Data                           | Stadion, miasto                               | Przeciwnik                     | Wynik                          | Zdobyte punkty                 |
| ------------------------------ | ------------------------------ | --------------------------------------------- | ------------------------------ | ------------------------------ | ------------------------------ |
| 1.                             | 6.11.2004                      | Marsa                                         | Malta                          | 38:13                          | 0                              |
| 2.                             | 23.04.2005                     | Sofia                                         | Bułgaria                       | 49:10                          | 0                              |
| 3.                             | 7.05.2005                      | Stadion Budowlanych, Łódź                     | Serbia i Czarnogóra            | 18:11                          | 0                              |
| 4.                             | 7.10.2006                      | Stadion Juvenii, Kraków                       | Andora                         | 54:8                           | 0                              |
| 5.                             | 18.10.2006                     | Makarska                                      | Chorwacja                      | 12:11                          | 0                              |
| 6.                             | 5.05.2007                      | Ryga                                          | Łotwa                          | 33:9                           | 0                              |
| 7.                             | 19.05.2007                     | Stadion Miejski, Siedlce                      | Malta                          | 36:3                           | 0                              |
| 8.                             | 29.09.2007                     | Campus Del Consell, Andora                    | Andora                         | 33:5                           | 0                              |
| 9.                             | 27.10.2007                     | Stadion GOSiR, Gdynia                         | Chorwacja                      | 14:15                          | 0                              |
| 10.                            | 26.04.2008                     | Stadion Gwardii, Koszalin                     | Łotwa                          | 55:0                           | 0                              |
| 11.                            | 10.05.2008                     | Paola                                         | Malta                          | 29:16                          | 0                              |
| 12.                            | 5.10.2008                      | Stadion Budowlanych, Łódź                     | Ukraina                        | 12:13                          | 0                              |
| 13.                            | 15.11.2008                     | Stadion miejski, Ostrawa                      | Czechy                         | 13:7                           | 0                              |
| 14.                            | 16.05.2009                     | Stadion Dinamo, Kiszyniów                     | Mołdawia                       | 30:28                          | 0                              |
| 15.                            | 30.05.2009                     | Stadion Polonii, Warszawa                     | Belgia                         | 14:3                           | 0                              |
| 16.                            | 12.09.2009                     | Stadion Spartak, Kijów                        | Ukraina                        | 12:19                          | 0                              |
| 17.                            | 25.09.2009                     | Stadion Polonii, Warszawa                     | Czechy                         | 5:19                           | 0                              |
| 18.                            | 24.04.2010                     | Stadion Króla Baudouina I (A2), Bruksela      | Belgia                         | 8:29                           | 0                              |
| 19.                            | 9.10.2010                      | Stadion ragby Císařka, Praga                  | Czechy                         | 15:20                          | 0                              |
| 20.                            | 13.11.2010                     | Narodowy Stadion Rugby, Gdynia                | Mołdawia                       | 25:36                          | 0                              |
| 21.                            | 20.11.2010                     | Feldgerichtstraße, Frankfurt nad Menem        | Niemcy                         | 22:17                          | 5 (P)                          |
| 22.                            | 12.03.2011                     | Narodowy Stadion Rugby, Gdynia                | Belgia                         | 28:21                          | 0                              |
| 23.                            | 16.04.2011                     | Stadion Suche Stawy, Kraków                   | Holandia                       | 32:18                          | 0                              |
| 24.                            | 15.10.2011                     | Stadion Sandecji, Nowy Sącz                   | Czechy                         | 20:13                          | 0                              |
| 25.                            | 12.11.2011                     | Stadion Dinamo, Kiszyniów                     | Mołdawia                       | 17:17                          | 0                              |
| 26.                            | 19.11.2011                     | Stadion MOSiR, Gdańsk                         | Niemcy                         | 34:8                           | 0                              |
| 27.                            | 7.04.2012                      | Stadion Króla Baudouina I (A2), Bruksela      | Belgia                         | 13:20                          | 0                              |
| 28.                            | 21.04.2012                     | Nationaal Rugby Centrum, Amsterdam            | Holandia                       | 32:19                          | 0                              |
| 29.                            | 6.10.2012                      | Stadion Josefa Kohouta, Říčany                | Czechy                         | 29:3                           | 0                              |
| 30.                            | 3.11.2012                      | Stadion MOSiR, Gdańsk                         | Niemcy                         | 22:13                          | 0                              |
| 31.                            | 30.03.2013                     | Narodowy Stadion Rugby, Gdynia                | Ukraina                        | 13:12                          | 0                              |
| 32.                            | 1.06.2013                      | Korsängens IP, Enköping                       | Szwecja                        | 11:19                          | 0                              |
| 33.                            | 7.09.2013                      | Stadion Polonii, Warszawa                     | Szwecja                        | 30:9                           | 0                              |
| 34.                            | 9.11.2013                      | Sportforum Hohenschönhausen, Berlin           | Niemcy                         | 13:43                          | 0                              |
| 35.                            | 5.04.2014                      | Stadion ROSRRiT, Siedlce                      | Mołdawia                       | 12:21                          | 0                              |
| 36.                            | 26.04.2014                     | Stadion Junist´, Lwów                         | Ukraina                        | 28:29                          | 0                              |
| 37.                            | 6.09.2014                      | Stadion Polonii, Warszawa                     | Szwecja                        | 29:17                          | 0                              |
| 38.                            | 15.11.2014                     | Stadion Dinamo, Kiszyniów                     | Mołdawia                       | 25:48                          | 0                              |
| 39.                            | 9.05.2015                      | Arena Lublin, Lublin                          | Ukraina                        | 17:20                          | 0                              |
| 40.                            | 12.09.2015                     | Korsängens IP, Enköping                       | Szwecja                        | 29:11                          | 5 (P)                          |
| 41.                            | 30.04.2016                     | Nationaal Rugby Centrum, Amsterdam            | Holandia                       | 16:40                          | 5 (P)                          |
| 42.                            | 24.09.2016                     | Arena Lublin, Lublin                          | Ukraina                        | 22:0                           | 0                              |
| 43.                            | 18.02.2017                     | Complexo Desportivo Nacional do Jamor, Oeiras | Portugalia                     | 10:35                          | 0                              |
| 44.                            | 18.11.2017                     | Stadion GOŚ, Gdańsk                           | Mołdawia                       | 13:0                           | 0                              |
| 45.                            | 3.03.2018                      | Nationaal Rugby Centrum, Amsterdam            | Holandia                       | 30:71                          | 0                              |
| 46.                            | 17.03.2018                     | Stade des Cherpines, Plan-les-Ouates          | Szwajcaria                     | 24:30                          | 0                              |
| 47.                            | 29.09.2018                     | Stadion mládeže, Zlin                         | Czechy                         | 41:22                          | 0                              |
| 48.                            | 3.11.2018                      | Stadion Widzewa, Łódź                         | Litwa                          | 33:0                           | 0                              |
| 49.                            | 20.11.2021                     | Stadion Polonii, Warszawa                     | Szwajcaria                     | 37:25                          | 0                              |
| 50.                            | 18.02.2023                     | Narodowy Stadion Rugby, Gdynia                | Belgia                         | 21:15                          | 0                              |